# 신서구

신서 구의 위치

신서구(한국어: 신사구, 중국어: 新社區, 병음: Xīnshè Qū)는 중화민국 타이중시의 시할구이다. 넓이는 68.8874km2이고, 인구는 2015년 8월 기준으로 25,146명이다.

## 지리
신서 구는 타이중시 중부의 약간 산이 있는 지구에 위치하고 있고, 타이중 시에서 5위의 면적을 가진다. 구내의 지형은 남북으로 뻗어있으며 지세는 다자시(大甲渓)의 흐름을 따라 동남쪽에서 북서쪽에 걸쳐 내리막 경사를 형성하고 있다. 동쪽은 다자시를 사이에 두고 둥스구 및 허핑구와, 남서쪽은 타이핑구 및 난터우현 궈싱향과 서쪽은 베이툰구와 북쪽은 스강구 및 펑위안구와 접하고 있다. 향내의 동남부인 셰청(協成), 푸싱(福興), 중허(中和) 지구는 해발 500~1,000m의 산악 지대이고 서부의 쿤산(崑山), 수이징(水井) 지구는 해발 520~620m의 구릉 지대이다. 연평균 기온은 23℃이고, 겨울은 온난하고 여름은 한랭한 기후는 야채나 과일의 재배에 적절하다.

## 역사
신서구는 한족의 이주가 시작되기 전에는 평포족의 활동 지역으로, 박재해평포족의 지파인 박자리(樸仔籬)의 거주지였다. 1833년(도광13년), 광동에서 대돈, 삼궤성, 대갱(모두 현재의 타이중시내)을 경유해 신서로 이주가 시작되었다. 가경 연간에 한족이 신서 지구의 원주민 거주지에 진출해 교역을 시작했을 때에, 원주민 취락을 신번사(新番社)라고 부르던 것이, 신사(新社)로 생략 되어 현재의 지명이 탄생하였다.
도광 말년, 장화 지구에서 대만생 등이 태평천국을 틈타 반란을 일으켜, 대만섬 전체가 혼란에 빠졌을 때 연해부의 주민이 산간부로 피난했고, 그 과정에서 신서의 농지 개발이 촉진되어 현재의 모습이 완성되었다고 할 수 있다. 반란 평정 후에 동세각, 석강 및 신사의 3구가 설치되었다. 이것이 행정에 의한 신서 지구의 시작이다.
일본 통치 시대에는 신샤 가장(新社街庄)으로 불렸고 전후에 신서 향으로 개칭되어 현재에 이르고 있다. 현재에도 광동계 주민이 많은 지구이며 타이중현에서도 객가 취락이 많은 지방으로서 알려져 있다.